# Olympische Sommerspiele 2024/Teilnehmer (Schweiz)
| Gelbes Symbol für Goldmedaillen mit stilisierten Olympischen Ringen | Graues Symbol für Silbermedaillen mit stilisierten Olympischen Ringen | Braundes Symbol für Bronzemedaillen mit stilisierten Olympischen Ringen |
| ------------------------------------------------------------------- | --------------------------------------------------------------------- | ----------------------------------------------------------------------- |
| 1                                                                   | 2                                                                     | 5                                                                       |

Die Schweiz nahm an den Olympischen Spielen 2024 vom 26. Juli bis zum 11. August 2024 in Paris teil. Es war die insgesamt 30. Teilnahme an Olympischen Sommerspielen. Die Schweizer Delegation bestand aus 128 Athletinnen und Athleten, wovon 67 von der Spitzensportförderung der Schweizer Armee profitierten.

## Medaillen

### Medaillenspiegel
| Nr.    | Sportart        | Gold | Silber | Bronze | Gesamt |
| ------ | --------------- | ---- | ------ | ------ | ------ |
| 1      | Schiessen       | 1    | –      | 1      | 2      |
| 2      | Reiten          | –    | 1      | –      | 1      |
| 2      | Triathlon       | –    | 1      | –      | 1      |
| 4      | Beachvolleyball | –    | –      | 1      | 1      |
| 4      | Radsport        | –    | –      | 1      | 1      |
| 4      | Rudern          | –    | –      | 1      | 1      |
| 4      | Schwimmen       | –    | –      | 1      | 1      |
| Gesamt | Gesamt          | 1    | 2      | 5      | 8      |

### Medaillengewinner
| Name/n                     | Sportart        | Wettkampf                             |
| -------------------------- | --------------- | ------------------------------------- |
| Gold                       |                 |                                       |
| Chiara Leone               | Schiessen       | Kleinkalibergewehr Dreistellungskampf |
| Silber                     |                 |                                       |
| Julie Derron               | Triathlon       | Einzel                                |
| Steve Guerdat              | Reiten          | Springreiten Einzel                   |
| Bronze                     |                 |                                       |
| Audrey Gogniat             | Schiessen       | 10 m Luftgewehr                       |
| Roman Mityukov             | Schwimmen       | 200 m Rücken                          |
| Roman Röösli Andrin Gulich | Rudern          | Zweier ohne Steuermann                |
| Zoé Claessens              | Radsport        | BMX-Rennen                            |
| Tanja Hüberli Nina Brunner | Beachvolleyball | Frauen                                |

## Teilnehmer nach Sportarten

### Badminton
| Athleten           | Wettbewerb | Gruppenphase  | Gruppenphase              | Gruppenphase | Gruppenphase | Achtelfinal   | Achtelfinal   | Viertelfinal  | Viertelfinal  | Halbfinal     | Halbfinal     | Final / Platz 3 | Final / Platz 3 | Rang |
| Athleten           | Wettbewerb | Gegner        | Ergebnis                  | Punkte       | Rang         | Gegner        | Ergebnis      | Gegner        | Ergebnis      | Gegner        | Ergebnis      | Gegner          | Ergebnis        | Rang |
| ------------------ | ---------- | ------------- | ------------------------- | ------------ | ------------ | ------------- | ------------- | ------------- | ------------- | ------------- | ------------- | --------------- | --------------- | ---- |
| Frauen             |            |               |                           |              |              |               |               |               |               |               |               |                 |                 |      |
| Jenjira Stadelmann | Einzel     | C. Marín      | 0:2 (11:21, 19:21)        | 1            | 2            | ausgeschieden | ausgeschieden | ausgeschieden | ausgeschieden | ausgeschieden | ausgeschieden | ausgeschieden   | ausgeschieden   | 14   |
| Jenjira Stadelmann | Einzel     | R. Darragh    | 2:1 (13:21, 24:22, 21:15) | 1            | 2            | ausgeschieden | ausgeschieden | ausgeschieden | ausgeschieden | ausgeschieden | ausgeschieden | ausgeschieden   | ausgeschieden   | 14   |
| Männer             |            |               |                           |              |              |               |               |               |               |               |               |                 |                 |      |
| Tobias Künzi       | Einzel     | Li S.         | 0:2 (13:21, 13:21)        | 1            | 2            | ausgeschieden | ausgeschieden | ausgeschieden | ausgeschieden | ausgeschieden | ausgeschieden | ausgeschieden   | ausgeschieden   | 14   |
| Tobias Künzi       | Einzel     | A. J. Opeyori | 2:0 (22:20, 21:14)        | 1            | 2            | ausgeschieden | ausgeschieden | ausgeschieden | ausgeschieden | ausgeschieden | ausgeschieden | ausgeschieden   | ausgeschieden   | 14   |

### Beachvolleyball
Über das olympische Qualifikationsranking qualifizierten sich zwei schweizerische Teams bei den Frauen für die Olympischen Spiele.
| Athleten                     | Gruppenphase       | Gruppenphase              | Gruppenphase | Gruppenphase | Achtelfinal     | Achtelfinal        | Viertelfinal     | Viertelfinal              | Halbfinal         | Halbfinal                 | Platz 3          | Platz 3            | Rang   |
| Athleten                     | Gegner             | Ergebnis                  | Punkte       | Rang         | Gegner          | Ergebnis           | Gegner           | Ergebnis                  | Gegner            | Ergebnis                  | Gegner           | Ergebnis           | Rang   |
| ---------------------------- | ------------------ | ------------------------- | ------------ | ------------ | --------------- | ------------------ | ---------------- | ------------------------- | ----------------- | ------------------------- | ---------------- | ------------------ | ------ |
| Frauen                       |                    |                           |              |              |                 |                    |                  |                           |                   |                           |                  |                    |        |
| Esmée Böbner Zoé Vergé-Dépré | Tīna / Anastasija  | 2:0 (21:15, 21:14)        | 6            | 1            | Xue / Xia       | 2:0 (29:27, 21:17) | Mariafe / Clancy | 1:2 (19:21, 21:16, 12:15) | ausgeschieden     | ausgeschieden             | ausgeschieden    | ausgeschieden      | 5      |
| Esmée Böbner Zoé Vergé-Dépré | Melissa / Brandie  | 2:1 (21:18, 13:21, 15:11) | 6            | 1            | Xue / Xia       | 2:0 (29:27, 21:17) | Mariafe / Clancy | 1:2 (19:21, 21:16, 12:15) | ausgeschieden     | ausgeschieden             | ausgeschieden    | ausgeschieden      | 5      |
| Esmée Böbner Zoé Vergé-Dépré | Poletti / Michelle | 2:1 (23:21, 18:21, 15:12) | 6            | 1            | Xue / Xia       | 2:0 (29:27, 21:17) | Mariafe / Clancy | 1:2 (19:21, 21:16, 12:15) | ausgeschieden     | ausgeschieden             | ausgeschieden    | ausgeschieden      | 5      |
| Tanja Hüberli Nina Brunner   | Álvarez / Moreno   | 2:0 (21:12, 21:19)        | 6            | 1            | Liliana / Paula | 2:0 (23:21, 21:16) | Hughes / Cheng   | 2:0 (21:18, 21:19)        | Melissa / Brandie | 1:2 (21:14, 20:22, 12:15) | Mariafe / Clancy | 2:0 (21:17, 21:15) | Bronze |
| Tanja Hüberli Nina Brunner   | Ludwig / Lippmann  | 2:0 (21:9, 21:15)         | 6            | 1            | Liliana / Paula | 2:0 (23:21, 21:16) | Hughes / Cheng   | 2:0 (21:18, 21:19)        | Melissa / Brandie | 1:2 (21:14, 20:22, 12:15) | Mariafe / Clancy | 2:0 (21:17, 21:15) | Bronze |
| Tanja Hüberli Nina Brunner   | Placette / Richard | 2:0 (21:11, 21:8)         | 6            | 1            | Liliana / Paula | 2:0 (23:21, 21:16) | Hughes / Cheng   | 2:0 (21:18, 21:19)        | Melissa / Brandie | 1:2 (21:14, 20:22, 12:15) | Mariafe / Clancy | 2:0 (21:17, 21:15) | Bronze |

### Fechten
| Athleten        | Wettbewerb   | 1. Runde | 1. Runde | 2. Runde    | 2. Runde | Achtelfinal   | Achtelfinal   | Viertelfinal  | Viertelfinal  | Halbfinal / Klassifikation | Halbfinal / Klassifikation | Final / Platzierung | Final / Platzierung | Rang |
| Athleten        | Wettbewerb   | Gegner   | Ergebnis | Gegner      | Ergebnis | Gegner        | Ergebnis      | Gegner        | Ergebnis      | Gegner                     | Ergebnis                   | Gegner              | Ergebnis            | Rang |
| --------------- | ------------ | -------- | -------- | ----------- | -------- | ------------- | ------------- | ------------- | ------------- | -------------------------- | -------------------------- | ------------------- | ------------------- | ---- |
| Frauen          |              |          |          |             |          |               |               |               |               |                            |                            |                     |                     |      |
| Pauline Brunner | Degen Einzel | Freilos  | Freilos  | H. Husisian | 11:12    | ausgeschieden | ausgeschieden | ausgeschieden | ausgeschieden | ausgeschieden              | ausgeschieden              | ausgeschieden       | ausgeschieden       | 24   |
| Männer          |              |          |          |             |          |               |               |               |               |                            |                            |                     |                     |      |
| Alexis Bayard   | Degen Einzel | Freilos  | Freilos  | N. Loyola   | 9:15     | ausgeschieden | ausgeschieden | ausgeschieden | ausgeschieden | ausgeschieden              | ausgeschieden              | ausgeschieden       | ausgeschieden       | 20   |

### Golf
| Athleten          | Runde 1 | Runde 2 | Runde 3 | Runde 4 | Gesamt | Par | Rang |
| ----------------- | ------- | ------- | ------- | ------- | ------ | --- | ---- |
| Frauen            |         |         |         |         |        |     |      |
| Albane Valenzuela | 72      | 74      | 74      | 65      | 285    | −3  | 13   |
| Morgane Métraux   | 70      | 66      | 71      | 79      | 286    | −2  | 18   |
| Männer            |         |         |         |         |        |     |      |
| Joel Girrbach     | 69      | 72      | 70      | 76      | 287    | +3  | 49   |

### Judo
Über die IJF-Weltrangliste konnten sich drei Judokas aus der Schweiz qualifizieren.
| Athleten     | Wettbewerb        | 1. Runde       | 1. Runde | Achtelfinal   | Achtelfinal   | Viertelfinal       | Viertelfinal  | Halbfinal / Trostrunde | Halbfinal / Trostrunde | Final / Platz 3 | Final / Platz 3 | Rang |
| Athleten     | Wettbewerb        | Gegner         | Ergebnis | Gegner        | Ergebnis      | Gegner             | Ergebnis      | Gegner                 | Ergebnis               | Gegner          | Ergebnis        | Rang |
| ------------ | ----------------- | -------------- | -------- | ------------- | ------------- | ------------------ | ------------- | ---------------------- | ---------------------- | --------------- | --------------- | ---- |
| Frauen       |                   |                |          |               |               |                    |               |                        |                        |                 |                 |      |
| Binta Ndiaye | Klasse bis 52 kg  | S. Fiora       | 10:0s1   | G. Primo      | 0s2:1s1       | ausgeschieden      | ausgeschieden | ausgeschieden          | ausgeschieden          | ausgeschieden   | ausgeschieden   | 9    |
| Männer       |                   |                |          |               |               |                    |               |                        |                        |                 |                 |      |
| Nils Stump   | Klasse bis 73 kg  | B. Erdenebajar | 0:1s2    | ausgeschieden | ausgeschieden | ausgeschieden      | ausgeschieden | ausgeschieden          | ausgeschieden          | ausgeschieden   | ausgeschieden   | 17   |
| Daniel Eich  | Klasse bis 100 kg | A. Khankan     | 10:0     | S. El Nahas   | 1:0           | N. Sherazadishvili | 1:0           | I. Sulamanidse         | 0:10                   | P. Paltchik     | 0:1             | 5    |

### Kanu

#### Kanuslalom
| Athleten       | Wettbewerb | Vorlauf  | Vorlauf | Halbfinal | Halbfinal | Final         | Final         | Rang |
| Athleten       | Wettbewerb | Zeit     | Rang    | Zeit      | Rang      | Zeit          | Ran           | Rang |
| -------------- | ---------- | -------- | ------- | --------- | --------- | ------------- | ------------- | ---- |
| Frauen         |            |          |         |           |           |               |               |      |
| Alena Marx     | C1         | 109,66 s | 16      | 117,50 s  | 11        | 114,61 s      | 8             | 8    |
| Alena Marx     | K1         | 98,22 s  | 17      | 119,62 s  | 19        | ausgeschieden | ausgeschieden | 19   |
| Männer         |            |          |         |           |           |               |               |      |
| Martin Dougoud | K1         | 86,30 s  | 6       | 93,07 s   | 7         | 89,44 s       | 4             | 4    |

Boater-Cross
| Frauen         |          |         |    |   |   |   |   |   |            |   |
| Alena Marx     | K1 Cross | 78,29 s | 27 | 2 | – | 2 | 2 | 4 | B-Final: 2 | 6 |
| Männer         |          |         |    |   |   |   |   |   |            |   |
| Martin Dougoud | K1 Cross | 74,89 s | 28 | 2 | – | 2 | 2 | 4 | B-Final: 1 | 5 |

### Leichtathletik
Laufen und Gehen
| Athleten                                                         | Wettbewerb   | Vorlauf      | Vorlauf | Hoffnungslauf | Hoffnungslauf | Halbfinal     | Halbfinal     | Final         | Final         | Rang          |
| Athleten                                                         | Wettbewerb   | Zeit         | Rang    | Zeit          | Rang          | Zeit          | Rang          | Zeit          | Rang          | Rang          |
| ---------------------------------------------------------------- | ------------ | ------------ | ------- | ------------- | ------------- | ------------- | ------------- | ------------- | ------------- | ------------- |
| Frauen                                                           |              |              |         |               |               |               |               |               |               |               |
| Géraldine Frey                                                   | 100 m        | 11,34 s      | 5       | —             | —             | ausgeschieden | ausgeschieden | ausgeschieden | ausgeschieden | 38            |
| Mujinga Kambundji                                                | 100 m        | 11,05 s      | 2       | —             | —             | 11,05 s       | 3             | 10,99 s       | 6             | 6             |
| Salomé Kora                                                      | 100 m        | 11,35 s      | 4       | —             | —             | ausgeschieden | ausgeschieden | ausgeschieden | ausgeschieden | 39            |
| Mujinga Kambundji                                                | 200 m        | 22,75 s      | 3       | —             | —             | 22,63 s       | 4             | ausgeschieden | ausgeschieden | ausgeschieden |
| Léonie Pointet                                                   | 200 m        | 23,42 s      | 6       | 23,37 s       | 4             | ausgeschieden | ausgeschieden | ausgeschieden | ausgeschieden | ausgeschieden |
| Rachel Pellaud                                                   | 800 m        | 2:00,45 min  | 3       | —             | —             | 2:03,36 min   | 8             | ausgeschieden | ausgeschieden | 24            |
| Valentina Rosamilia                                              | 800 m        | 2:00,45 min  | 4       | 1:59,65 min   | 2             | 1:59,27 min   | 7             | ausgeschieden | ausgeschieden | 19            |
| Audrey Werro                                                     | 800 m        | 1:59,38 min  | 5       | 2:00,62 min   | 3             | ausgeschieden | ausgeschieden | ausgeschieden | ausgeschieden | 30            |
| Ditaji Kambundji                                                 | 100 m Hürden | 12,81 s      | 3       | —             | —             | 12,68 s       | 5             | ausgeschieden | ausgeschieden | 14            |
| Yasmin Giger                                                     | 400 m Hürden | 55,44 s      | 4       | 55,18 s       | 5             | ausgeschieden | ausgeschieden | ausgeschieden | ausgeschieden | 29            |
| Helen Bekele Tola                                                | Marathon     | —            | —       | —             | —             | —             | —             | 2:29:43 h     | 22            | 22            |
| Fabienne Schlumpf                                                | Marathon     | —            | —       | —             | —             | —             | —             | 2:28:10 h     | 16            | 16            |
| Sarah Atcho-Jaquier Mujinga Kambundji Salomé Kora Léonie Pointet | 4 × 100 m    | 42,38 s      | 3       | —             | —             | —             | —             | DSQ           | DSQ           | DSQ           |
| Yasmin Giger Giulia Senn Julia Niederberger Annina Fahr          | 4 × 400 m    | 3:29,75 min  | 7       | —             | —             | —             | —             | ausgeschieden | ausgeschieden | 14            |
| Männer                                                           |              |              |         |               |               |               |               |               |               |               |
| Timothé Mumenthaler                                              | 200 m        | 20,63 s      | 5       | 20,67 s       | 3             | ausgeschieden | ausgeschieden | ausgeschieden | ausgeschieden | ausgeschieden |
| William Reais                                                    | 200 m        | 20,92 s      | 7       | DNS           | DNS           | ausgeschieden | ausgeschieden | ausgeschieden | ausgeschieden | ausgeschieden |
| Felix Svensson                                                   | 200 m        | 20,54 s      | 5       | 20,65 s       | 4             | ausgeschieden | ausgeschieden | ausgeschieden | ausgeschieden | ausgeschieden |
| Lionel Spitz                                                     | 400 m        | 45,81 s      | 6       | 45,51 s       | 4             | ausgeschieden | ausgeschieden | ausgeschieden | ausgeschieden | 28            |
| Jonas Raess                                                      | 5000 m       | 13:55,04 min | 12      | —             | —             | —             | —             | ausgeschieden | ausgeschieden | 20            |
| Jason Joseph                                                     | 110 m Hürden | 13,26 s      | 1       | —             | —             | 13,43 s       | 6             | ausgeschieden | ausgeschieden | 18            |
| Julien Bonvin                                                    | 400 m Hürden | 49,82 s      | 6       | 49,08 s       | 3             | ausgeschieden | ausgeschieden | ausgeschieden | ausgeschieden |               |
| Tadesse Abraham                                                  | Marathon     | —            | —       | —             | —             | —             | —             | 2:12:22 h     | 38            | 38            |
| Matthias Kyburz                                                  | Marathon     | —            | —       | —             | —             | —             | —             | 2:11:32 h     | 30            | 30            |
| Mixed                                                            |              |              |         |               |               |               |               |               |               |               |
| Charles Devantay Yasmin Giger Giulia Senn Lionel Spitz           | 4 × 400 m    | 3:12,77 min  | 6       | —             | —             | —             | —             | ausgeschieden | ausgeschieden | 11            |

Springen und Werfen
| Athleten         | Wettbewerb     | Qualifikation | Qualifikation | Final         | Final         | Rang |
| Athleten         | Wettbewerb     | Weite/Höhe    | Rang          | Weite/Höhe    | Rang          | Rang |
| ---------------- | -------------- | ------------- | ------------- | ------------- | ------------- | ---- |
| Frauen           |                |               |               |               |               |      |
| Angelica Moser   | Stabhochsprung | 4,55 m        | 1             | 4,80 m        | 4             | 4    |
| Pascale Stöcklin | Stabhochsprung | 4,20 m        | 27            | ausgeschieden | ausgeschieden | 27   |
| Männer           |                |               |               |               |               |      |
| Simon Ehammer    | Weitsprung     | 8,09 m        | 4             | 8,20 m        | 4             | 4    |

 Mehrkampf 
| Athletinnen | 100 m Hürden | 100 m Hürden | Hochsprung | Hochsprung | Kugelstossen | Kugelstossen | 200 m   | 200 m  | Weitsprung | Weitsprung | Speerwurf | Speerwurf | 800 m       | 800 m  | Punkte | Rang |
| Athletinnen | Zeit         | Punkte       | Höhe       | Punkte     | Weite        | Punkte       | Zeit    | Punkte | Weite      | Punkte     | Weite     | Punkte    | Zeit        | Punkte | Punkte | Rang |
| ----------- | ------------ | ------------ | ---------- | ---------- | ------------ | ------------ | ------- | ------ | ---------- | ---------- | --------- | --------- | ----------- | ------ | ------ | ---- |
| Siebenkampf |              |              |            |            |              |              |         |        |            |            |           |           |             |        |        |      |
| Annik Kälin | 12,87 s      | 1144         | 1,74 m     | 903        | 14,02 m      | 795          | 23,88 s | 992    | 6,59 m     | 1036       | 48,14 m   | 824       | 2:11,33 min | 945    | 6639   | 4    |

### Moderner Fünfkampf
| Athleten             | Fechten | Fechten | Halbfinal | Halbfinal | Halbfinal     | Halbfinal  | Halbfinal | Halbfinal  | Halbfinal | Halbfinal | Halbfinal | Final    | Final  | Final         | Final      | Final     | Final      | Final    | Punkte | Rang |
| Athleten             | Bilanz  | Punkte  | Reiten    | Reiten    | Fechten Bonus | Schwimmen  | Schwimmen | Combined   | Combined  | Punkte    | Rang      | Reiten   | Reiten | Fechten Bonus | Schwimmen  | Schwimmen | Combined   | Combined | Punkte | Rang |
| Athleten             | Bilanz  | Punkte  | Zeit (s)  | Punkte    | Punkte        | Zeit (min) | Punkte    | Zeit (min) | Punkte    | Punkte    | Rang      | Zeit (s) | Punkte | Punkte        | Zeit (min) | Punkte    | Zeit (min) | Punkte   | Punkte | Rang |
| -------------------- | ------- | ------- | --------- | --------- | ------------- | ---------- | --------- | ---------- | --------- | --------- | --------- | -------- | ------ | ------------- | ---------- | --------- | ---------- | -------- | ------ | ---- |
| Frauen               |         |         |           |           |               |            |           |            |           |           |           |          |        |               |            |           |            |          |        |      |
| Anna Jurt            | 17:18   | 210     | 61,87     | 286       | 2             | 2:29,44    | 252       | 11:07,63   | 633       | 1383      | 9         | 60,72    | 300    | 0             | 2:28,96    | 253       | 11:00,82   | 640      | 1403   | 11   |
| Männer               |         |         |           |           |               |            |           |            |           |           |           |          |        |               |            |           |            |          |        |      |
| Alexandre Dällenbach | 21:14   | 230     | 63,87     | 300       | 0             | 1:58,28    | 314       | 10:34,14   | 666       | 1510      | 2         | 59,98    | 293    | 2             | 1:57,64    | 315       | 10:40,55   | 660      | 1500   | 14   |

### Radsport
Aus gesundheitlichen Gründen mussten Marlen Reusser und Jolanda Neff kurzfristig auf ihre Teilnahme verzichten. Sie wurden durch Elena Hartmann bzw. Sina Frei ersetzt.

#### Bahn
| Athleten                    | Wettbewerb | Rang | Details                                                             |
| --------------------------- | ---------- | ---- | ------------------------------------------------------------------- |
| Frauen                      |            |      |                                                                     |
| Michelle Andres Aline Seitz | Madison    | 14   | 0 Punkte                                                            |
| Aline Seitz                 | Omnium     | 12   | Scratch: 24 Temporennen: 20 Ausscheidungsfahren: 4 Punktefahren: 21 |
| Männer                      |            |      |                                                                     |
| Alex Vogel                  | Omnium     | 11   | Scratch: 11 Temporennen: 4 Ausscheidungsfahren: 17 Punktefahren: 11 |

#### Strasse
| Athleten         | Wettbewerb       | Zeit         | Rang |
| ---------------- | ---------------- | ------------ | ---- |
| Frauen           |                  |              |      |
| Elise Chabbey    | Strassenrennen   | 4:01:23 h    | 18   |
| Elena Hartmann   | Strassenrennen   | 4:08:14 h    | 57   |
| Noemi Rüegg      | Strassenrennen   | 4:01:27 h    | 7    |
| Linda Zanetti    | Strassenrennen   | 4:10:47 h    | 65   |
| Elena Hartmann   | Einzelzeitfahren | 42:58,90 min | 17   |
| Männer           |                  |              |      |
| Marc Hirschi     | Strassenrennen   | 6:21:23 h    | 16   |
| Stefan Küng      | Strassenrennen   | 6:20:50 h    | 7    |
| Stefan Bissegger | Einzelzeitfahren | 37:38,57 min | 6    |
| Stefan Küng      | Einzelzeitfahren | 37:47,67 min | 8    |

#### Mountainbike
| Athleten          | Wettbewerb    | Zeit      | Rang |
| ----------------- | ------------- | --------- | ---- |
| Frauen            |               |           |      |
| Sina Frei         | Cross-Country | 1:35:34 h | 21   |
| Alessandra Keller | Cross-Country | 1:30:43 h | 7    |
| Männer            |               |           |      |
| Mathias Flückiger | Cross-Country | 1:27:42 h | 5    |
| Nino Schurter     | Cross-Country | 1:28:44 h | 9    |

#### BMX-Rennsport
| Athleten         | Wettbewerb | Viertelfinal | Viertelfinal | Last Chance Race | Last Chance Race | Halbfinal | Halbfinal | Final         | Final         | Rang   |
| Athleten         | Wettbewerb | Punkte       | Rang         | Zeit             | Rang             | Punkte    | Rang      | Zeit          | Rang          | Rang   |
| ---------------- | ---------- | ------------ | ------------ | ---------------- | ---------------- | --------- | --------- | ------------- | ------------- | ------ |
| Frauen           |            |              |              |                  |                  |           |           |               |               |        |
| Nadine Aeberhard | BMX-Rennen | 15           | 11           | ―                | ―                | 19        | 13        | ausgeschieden | ausgeschieden | 13     |
| Zoé Claessens    | BMX-Rennen | 8            | 8            | ―                | ―                | 11        | 6         | 35,060 s      | 3             | Bronze |
| Männer           |            |              |              |                  |                  |           |           |               |               |        |
| Cédric Butti     | BMX-Rennen | 10           | 8            | ―                | ―                | 10        | 5         | 32,124 s      | 4             | 4      |
| Simon Marquart   | BMX-Rennen | 17           | 19           | 33,328 s         | 2                | 9         | 4         | 44,914 s      | 7             | 7      |

#### BMX-Freestyle
| Athleten        | Wettbewerb | Qualifikation | Qualifikation | Final         | Final |
| Athleten        | Wettbewerb | Punkte        | Rang          | Punkte        | Rang  |
| --------------- | ---------- | ------------- | ------------- | ------------- | ----- |
| Frauen          |            |               |               |               |       |
| Nikita Ducarroz | Freestyle  | 79,78         | 10            | ausgeschieden | 10    |

### Reiten

#### Dressurreiten
| Athleten      | Wettbewerb | Prozent / Punkte           | Prozent / Punkte | Prozent / Punkte | Rang |
| Athleten      | Wettbewerb | Grand Prix (Qualifikation) | GP Spécial       | GP Kür           | Rang |
| ------------- | ---------- | -------------------------- | ---------------- | ---------------- | ---- |
| Andrina Suter | Einzel     | 65,590                     | —                | ausgeschieden    | 55   |

#### Springreiten
| Athleten                                 | Wettbewerb | Strafpunkte   | Strafpunkte   | Strafpunkte   | Strafpunkte   | Strafpunkte   | Strafpunkte   | Rang   |
| Athleten                                 | Wettbewerb | Einzelwertung | Einzelwertung | Einzelwertung | Nationenpreis | Nationenpreis | Nationenpreis | Rang   |
| Athleten                                 | Wettbewerb | 1. Umlauf     | 2. Umlauf     | Stechen       | 1. Umlauf     | 2. Umlauf     | Stechen       | Rang   |
| ---------------------------------------- | ---------- | ------------- | ------------- | ------------- | ------------- | ------------- | ------------- | ------ |
| Martin Fuchs                             | Einzel     | 0             | 4             | ausgeschieden | —             | —             | —             | 10     |
| Steve Guerdat                            | Einzel     | 0             | 0             | 4             | —             | —             | —             | Silber |
| Edouard Schmitz                          | Einzel     | 8             | ausgeschieden | ausgeschieden | —             | —             | —             | 45     |
| Martin Fuchs Steve Guerdat Pius Schwizer | Mannschaft | —             | —             | —             | 28            | ausgeschieden | ausgeschieden | 12     |

#### Vielseitigkeitsreiten
| Athleten                                                                                               | Wettbewerb | Minuspunkte Dressur | Minuspunkte Gelände | Minuspunkte Springen | Minuspunkte Springen | Minuspunkte Gesamt | Rang             |
| --- | ---------- | ------------------- | ------------------- | -------------------- | -------------------- | ------------------ | ---------------- |
| Robin Godel mit Grandeur De Lully Ch                                                                   | Einzel     | 29,10               | 9,60                | 13,20                | ausgeschieden        | 51,90              | 30               |
| Mélody Johner mit Toubleu de Rueire                                                                    | Einzel     | 38,40               | 3,20                | 8,80                 | ausgeschieden        | 50,40              | 29               |
| Nadja Minder                                                                                           | Einzel     | nicht eingesetzt    | nicht eingesetzt    | nicht eingesetzt     | nicht eingesetzt     | nicht eingesetzt   | nicht eingesetzt |
| Felix Vogg mit Dao De L'Ocean                                                                          | Einzel     | 22,10               | 0,00                | 4,00                 | 4,40                 | 30,50              | 8                |
| Mélody Johner mit Toubleu de Rueire Robin Godel mit Grandeur De Lully Ch Felix Vogg mit Dao De L'Ocean | Mannschaft | 89,60               | 12,80               | 26,00                | —                    | 128,40             | 5                |

### Rudern
| Athleten                                                    | Wettbewerb                  | Vorlauf     | Vorlauf | Vorlauf       | Hoffnungslauf / Viertelfinal | Hoffnungslauf / Viertelfinal | Hoffnungslauf / Viertelfinal | Halbfinal   | Halbfinal | Halbfinal     | Final       | Final | Rang   |
| Athleten                                                    | Wettbewerb                  | Zeit        | Rang    | Qualifikation | Zeit                         | Rang                         | Qualifikation                | Zeit        | Rang      | Qualifikation | Zeit        | Rang  | Rang   |
| ----------------------------------------------------------- | --------------------------- | ----------- | ------- | ------------- | ---------------------------- | ---------------------------- | ---------------------------- | ----------- | --------- | ------------- | ----------- | ----- | ------ |
| Frauen                                                      |                             |             |         |               |                              |                              |                              |             |           |               |             |       |        |
| Aurelia-Maxima Janzen                                       | Einer                       | 7:14,15 min | 2       | Viertelfinal  | 7:31,12 min                  | 2                            | Halbfinal A/B                | 7:31,65 min | 5         | B-Final       | 7:27,01 min | 3     | 9      |
| Célia Dupré Lisa Lötscher Fabienne Schweizer Pascale Walker | Doppelvierer                | 6:16,91 min | 3       | Hoffnungslauf | 6:26,82 min                  | 1                            | A-Final                      | —           | —         | —             | 6:20,12 min | 4     | 4      |
| Männer                                                      |                             |             |         |               |                              |                              |                              |             |           |               |             |       |        |
| Andrin Gulich Roman Röösli                                  | Zweier ohne Steuermann      | 6:32,71 min | 4       | Hoffnungslauf | 6:47,38 min                  | 1                            | Halbfinal A/B                | 6:32,18 min | 2         | A-Final       | 6:24,76 min | 3     | Bronze |
| Raphaël Ahumada Jan Schäuble                                | Leichtgewichts-Doppelzweier | 6:24,88 min | 1       | Halbfinal A/B | —                            | —                            | —                            | 6:24,31 min | 2         | A-Final       | 6:16,50 min | 4     | 4      |
| Patrick Brunner Tim Roth Kai Schätzle Joel Schürch          | Vierer ohne Steuermann      | 6:10,86 min | 4       | Hoffnungslauf | 6:00,29 min                  | 5                            | B-Final                      | —           | —         | —             | 6:02,61 min | 3     | 8      |
| Scott Bärlocher Dominic Condrau Maurin Lange Jonah Plock    | Doppelvierer                | 5:49,50 min | 3       | Hoffnungslauf | 5:52,55 min                  | 2                            | A-Final                      | —           | —         | —             | 5:58,04 min | 6     | 6      |

### Schiessen
| Athleten       | Wettbewerb                                 | Qualifikation   | Qualifikation | Final           | Final  |
| Athleten       | Wettbewerb                                 | Ringe/ Scheiben | Rang          | Ringe/ Scheiben | Rang   |
| -------------- | ------------------------------------------ | --------------- | ------------- | --------------- | ------ |
| Frauen         |                                            |                 |               |                 |        |
| Nina Christen  | 50 m Kleinkalibergewehr Dreistellungskampf | 582             | 21            | ausgeschieden   | 21     |
| Chiara Leone   | 50 m Kleinkalibergewehr Dreistellungskampf | 592             | 3             | 464,4           | Gold   |
| Nina Christen  | 10 m Luftgewehr                            | 627,1           | 23            | ausgeschieden   | 23     |
| Audrey Gogniat | 10 m Luftgewehr                            | 632,6           | 3             | 230,3           | Bronze |
| Männer         |                                            |                 |               |                 |        |
| Jason Solari   | 10 m Luftpistole                           | 573             | 20            | ausgeschieden   | 20     |
| Christoph Dürr | 50 m Kleinkalibergewehr Dreistellungskampf | 568             | 22            | ausgeschieden   | 22     |

### Schwimmen
| Athleten                                                      | Wettbewerb          | Vorlauf     | Vorlauf | Halbfinal     | Halbfinal     | Final          | Final         | Rang   |
| Athleten                                                      | Wettbewerb          | Zeit        | Rang    | Zeit          | Rang          | Zeit           | Rang          | Rang   |
| ------------------------------------------------------------- | ------------------- | ----------- | ------- | ------------- | ------------- | -------------- | ------------- | ------ |
| Männer                                                        |                     |             |         |               |               |                |               |        |
| Thierry Bollin                                                | 50 m Freistil       | 22,95 s     | 42      | ausgeschieden | ausgeschieden | ausgeschieden  | ausgeschieden | 42     |
| Antonio Djakovic                                              | 200 m Freistil      | 1:47,46 min | 17      | ausgeschieden | ausgeschieden | ausgeschieden  | ausgeschieden | 17     |
| Antonio Djakovic                                              | 400 m Freistil      | 3:49,77 min | 23      | ausgeschieden | ausgeschieden | ausgeschieden  | ausgeschieden | 23     |
| Thierry Bollin                                                | 100 m Rücken        | 54,35 s     | 26      | ausgeschieden | ausgeschieden | ausgeschieden  | ausgeschieden | 26     |
| Roman Mityukov                                                | 100 m Rücken        | 53,94 s     | 17      | ausgeschieden | ausgeschieden | ausgeschieden  | ausgeschieden | 17     |
| Roman Mityukov                                                | 200 m Rücken        | 1:56,62 min | 1       | 1:56,05 min   | 2             | 1:54,85 min NR | 3             | Bronze |
| Noè Ponti                                                     | 100 m Schmetterling | 50,65 s     | 3       | 50,60 s       | 5             | 50,55 s        | 4             | 4      |
| Noè Ponti                                                     | 200 m Schmetterling | 1:54,77 min | 3       | 1:54,14 min   | 4             | 1:54,14 min    | 5             | 5      |
| Jérémy Desplanches                                            | 200 m Lagen         | 1:58,46 min | 9       | 1:58,93 min   | 13            | ausgeschieden  | ausgeschieden | 13     |
| Antonio Djakovic Nils Liess Jérémy Desplanches Tiago Behar    | 4 × 200 m Freistil  | 7:18,06 min | 16      | —             | —             | ausgeschieden  | ausgeschieden | 16     |
| Roman Mityukov Jérémy Desplanches Nils Liess Antonio Djakovic | 4 × 100 m Lagen     | 3:38,74 min | 15      | —             | —             | ausgeschieden  | ausgeschieden | 15     |
| Frauen                                                        |                     |             |         |               |               |                |               |        |
| Lisa Mamié                                                    | 100 m Brust         | 1:07,65 min | 23      | ausgeschieden | ausgeschieden | ausgeschieden  | ausgeschieden | 23     |
| Lisa Mamié                                                    | 200 m Brust         | 2:26,39 min | 17      | ausgeschieden | ausgeschieden | ausgeschieden  | ausgeschieden | 17     |

### Segeln
| Athleten                           | Wettbewerb        | Qualifikation | Qualifikation | Medal Race | Medal Race     | Punkte | Rang |
| Athleten                           | Wettbewerb        | Punkte        | Rang          | Punkte     | Rang           | Punkte | Rang |
| ---------------------------------- | ----------------- | ------------- | ------------- | ---------- | -------------- | ------ | ---- |
| Frauen                             |                   |               |               |            |                |        |      |
| Maud Jayet                         | Laser Radial      | 76            | 4             | 14         | 7              | 90     | 4    |
| Elena Lengwiler                    | Formula Kite      | 26,5          | 6             | —          | 2 Halbfinal    | 26,5   | 6    |
| Männer                             |                   |               |               |            |                |        |      |
| Elia Colombo                       | Windsurfen iQFoiL | 100           | 10            | —          | 4 Viertelfinal | 100    | 7    |
| Sébastien Schneiter Arno de Planta | 49er              | 92            | 8             | 12         | 6              | 104    | 8    |
| Mixed                              |                   |               |               |            |                |        |      |
| Yves Mermod Maja Siegenthaler      | 470er             | 52            | 6             | 16         | 8              | 68     | 8    |

### Sportklettern
Kombination
| Athleten       | Qualifikation | Qualifikation | Qualifikation | Qualifikation | Qualifikation | Qualifikation | Final         | Final         | Final         | Final         | Final         | Rang |
| Athleten       | Bouldern      | Bouldern      | Lead          | Lead          | Ergebnis      | Rang          | Bouldern      | Bouldern      | Lead          | Lead          | Ergebnis      | Rang |
| Athleten       | Ergebnis      | Rang          | Griffe        | Rang          | Ergebnis      | Rang          | Ergebnis      | Rang          | Griffe        | Rang          | Ergebnis      | Rang |
| -------------- | ------------- | ------------- | ------------- | ------------- | ------------- | ------------- | ------------- | ------------- | ------------- | ------------- | ------------- | ---- |
| Männer         |               |               |               |               |               |               |               |               |               |               |               |      |
| Sascha Lehmann | 24,0          | 16            | 12,1          | 14            | 36,1          | 17            | ausgeschieden | ausgeschieden | ausgeschieden | ausgeschieden | ausgeschieden | 17   |

### Tennis
| Athleten          | Wettbewerb | 1. Runde  | 1. Runde | 2. Runde      | 2. Runde      | Achtelfinal   | Achtelfinal   | Viertelfinal  | Viertelfinal  | Halbfinal     | Halbfinal     | Final / Platz 3 | Final / Platz 3 | Rang |
| Athleten          | Wettbewerb | Gegner    | Ergebnis | Gegner        | Ergebnis      | Gegner        | Ergebnis      | Gegner        | Ergebnis      | Gegner        | Ergebnis      | Gegner          | Ergebnis        | Rang |
| ----------------- | ---------- | --------- | -------- | ------------- | ------------- | ------------- | ------------- | ------------- | ------------- | ------------- | ------------- | --------------- | --------------- | ---- |
| Frauen            |            |           |          |               |               |               |               |               |               |               |               |                 |                 |      |
| Viktorija Golubic | Einzel     | J. Pegula | 3:6, 4:6 | ausgeschieden | ausgeschieden | ausgeschieden | ausgeschieden | ausgeschieden | ausgeschieden | ausgeschieden | ausgeschieden | ausgeschieden   | ausgeschieden   | 33   |
| Männer            |            |           |          |               |               |               |               |               |               |               |               |                 |                 |      |
| Stan Wawrinka     | Einzel     | P. Kotow  | 6:1, 6:1 | A. Popyrin    | 4:6, 5:7      | ausgeschieden | ausgeschieden | ausgeschieden | ausgeschieden | ausgeschieden | ausgeschieden | ausgeschieden   | ausgeschieden   | 17   |

### Triathlon
Durch den sechsten Platz im Qualifikationsranking der Mixed-Staffel qualifizierte die Schweiz ein Team für den Wettkampf in Paris, womit auch je zwei Männer und zwei Frauen im Einzel an den Start gehen durften. Aufgrund einer Magen-Darm-Infektion musste Adrien Briffod für die Mixed-Staffel durch Simon Westermann ersetzt werden. Allerdings fiel auch Simon Westermann wegen einer Magen-Darm-Infektion aus, weshalb kurzfristig Sylvain Fridelance einspringen musste.
| Athleten                                                | Wettbewerb | Zeit      | Rang   |
| ------------------------------------------------------- | ---------- | --------- | ------ |
| Frauen                                                  |            |           |        |
| Julie Derron                                            | Einzel     | 1:55:01 h | Silber |
| Cathia Schär                                            | Einzel     | 2:03:28 h | 43     |
| Männer                                                  |            |           |        |
| Adrien Briffod                                          | Einzel     | 1:52:21 h | 49     |
| Max Studer                                              | Einzel     | 1:50:07 h | 40     |
| Mixed                                                   |            |           |        |
| Max Studer Julie Derron Sylvain Fridelance Cathia Schär | Staffel    | 1:27:16 h | 7      |

### Turnen

#### Gerätturnen
| Athleten                                                                       | Wettbewerb           | Qualifikation | Qualifikation | Final         | Final         | Rang |
| Athleten                                                                       | Wettbewerb           | Punkte        | Rang          | Punkte        | Rang          | Rang |
| ------------------------------------------------------------------------------ | -------------------- | ------------- | ------------- | ------------- | ------------- | ---- |
| Frauen                                                                         |                      |               |               |               |               |      |
| Lena Bickel                                                                    | Boden                | 12,433        | 55            | ausgeschieden | ausgeschieden | 55   |
| Lena Bickel                                                                    | Schwebebalken        | 13,066        | 36            | ausgeschieden | ausgeschieden | 36   |
| Lena Bickel                                                                    | Stufenbarren         | 12,266        | 64            | ausgeschieden | ausgeschieden | 64   |
| Lena Bickel                                                                    | Mehrkampf Einzel     | 51,131        | 39            | ausgeschieden | ausgeschieden | 39   |
| Männer                                                                         |                      |               |               |               |               |      |
| Luca Giubellini                                                                | Boden                | 13,666        | 33            | ausgeschieden | ausgeschieden | 33   |
| Luca Giubellini                                                                | Pauschenpferd        | 13,000        | 45            | ausgeschieden | ausgeschieden | 45   |
| Matteo Giubellini                                                              | Barren               | 14,500        | 21            | ausgeschieden | ausgeschieden | 21   |
| Matteo Giubellini                                                              | Boden                | 13,800        | 27            | ausgeschieden | ausgeschieden | 27   |
| Matteo Giubellini                                                              | Pauschenpferd        | 14,233        | 18            | ausgeschieden | ausgeschieden | 18   |
| Matteo Giubellini                                                              | Reck                 | 13,400        | 31            | ausgeschieden | ausgeschieden | 31   |
| Matteo Giubellini                                                              | Ringe                | 13,233        | 38            | ausgeschieden | ausgeschieden | 38   |
| Matteo Giubellini                                                              | Mehrkampf Einzel     | 83,066        | 12            | 83,332        | 10            | 10   |
| Florian Langenegger                                                            | Barren               | 14,166        | 32            | ausgeschieden | ausgeschieden | 32   |
| Florian Langenegger                                                            | Boden                | 13,633        | 36            | ausgeschieden | ausgeschieden | 36   |
| Florian Langenegger                                                            | Pauschenpferd        | 13,633        | 28            | ausgeschieden | ausgeschieden | 28   |
| Florian Langenegger                                                            | Reck                 | 13,100        | 41            | ausgeschieden | ausgeschieden | 41   |
| Florian Langenegger                                                            | Ringe                | 12,933        | 53            | ausgeschieden | ausgeschieden | 53   |
| Florian Langenegger                                                            | Mehrkampf Einzel     | 81,898        | 20            | 81,864        | 16            | 16   |
| Noe Seifert                                                                    | Barren               | 14,600        | 17            | ausgeschieden | ausgeschieden | 17   |
| Noe Seifert                                                                    | Boden                | 14,100        | 15            | ausgeschieden | ausgeschieden | 15   |
| Noe Seifert                                                                    | Pauschenpferd        | 13.866        | 22            | ausgeschieden | ausgeschieden | 22   |
| Noe Seifert                                                                    | Reck                 | 11,800        | 63            | ausgeschieden | ausgeschieden | 63   |
| Noe Seifert                                                                    | Ringe                | 13,366        | 36            | ausgeschieden | ausgeschieden | 36   |
| Noe Seifert                                                                    | Mehrkampf Einzel     | 81,798        | 21            | ausgeschieden | ausgeschieden |      |
| Taha Serhani                                                                   | Barren               | 14,500        | 20            | ausgeschieden | ausgeschieden | 20   |
| Taha Serhani                                                                   | Reck                 | 13,633        | 23            | ausgeschieden | ausgeschieden | 23   |
| Luca Giubellini Matteo Giubellini Florian Langenegger Noe Seifert Taha Serhani | Mehrkampf Mannschaft | 249,662       | 7             | 247,427       | 7             | 7    |